# ベーレンスドルフ
ベーレンスドルフ(ドイツ語：Behrensdorf)は、ドイツ連邦北部シュレースヴィヒ＝ホルシュタイン州北東部プレーン郡リュティエンブルク市町村連合の村。 2018年12月31日の人口は619人。 バルト海のホーヴァハト湾西岸に位置する。 約1km北に有るノイラント灯台は、1918年～1996年まで稼働しており、2006年には切手になった。 

## 地理
5キロ北西にバルト海のリゾートのHohwachtのと、州都のキール ほぼ30キロ東。 
この自治体は、 内陸の小さな湖 、 内陸の大きな湖 、近隣のパンカー市および北のバルト海に囲まれている。 
ベーレンスドルフには、リッペ、シーカンプ、ノイランド、ケンブス、ウォーターネヴェルストルフ、シュトーフの地区がある。 

## 歴史
ベーレンスドルフが文書で最初に言及されたのが1433年で、自治体の名前は、おそらくベルンハルト村またはベルンワード 村に由来している。エリアには埋葬塚と城壁があるが、成立年代が不明。 
現在のベーレンスドルフは 1968年10月1日から。

## 出身
- フリードリッヒ・コンラッド・ランゲ （1738-1791）、グリュックシュタットとアルトナのプロヴォスト

## 紋章
Blazon ：「シルバーとレッドを分割。 2つの青い波の前には、ギャラリーの上にある尖ったランタンに金色の窓が開いている赤い灯台があります。 斜めに左に横たわっている黄金のオークの葉の後ろ、小麦の似たような耳。」

## 観光スポット
ベーレンスドルフ（バルト海）の文化的建造物のリストには、シュレースヴィヒホルシュタイン州の記念碑のリストに登録されている文化的建造物がある。 

## リファレンス
1. ↑   Statistikamt Nord – Bevölkerung der Gemeinden in Schleswig-Holstein 4. Quartal 2023 (XLSX-Datei)
2. ↑  Leuchtturm Neuland at www.wsv.de. Accessed on 11 Sep 2010.
3. ↑   [Digitalisat bei genealogy.net Die Bevölkerung der Gemeinden in Schleswig-Holstein]